# Queen of Peace
Queen of Peace è un singolo del gruppo musicale britannico Florence and the Machine, il terzo estratto dal terzo album in studio How Big, How Blue, How Beautiful e pubblicato il 21 agosto 2015.

## Video musicale
Della canzone è stato prodotto un videoclip di dieci minuti contenente al suo interno non solo la traccia audio del singolo Queen of Peace ma anche quella di Long and Lost, un'altra canzone contenuta nell'album How Big, How Blue, How Beautiful. Diretto da Vincent Haycock, fu trasmesso per la prima volta il 27 luglio 2015. Il corto fa parte di un più ampio progetto, concernente una serie di video centrati intorno alla storia amorosa della Welch, conosciuto con il nome di The Odyssey.

## Tracce
1. Queen of Peace – 5:07 (Florence Welch, Markus Dravs)

Download digitale – Remixes
1. Queen of Peace (Hot Chip Remix) – 6:25

## Formazione
Informazioni tratte dalle note dell'album How Big, How Blue, How Beautiful.
Florence and the Machine
- Florence Welch – voce, cori, composizione
- Rob Ackroyd – chitarra elettrica
- Rusty Bradshaw – pianoforte
- Mark Saunders – basso

Personale aggiuntivo
- Leo Abrahams – chitarra elettrica
- John Barclay – tromba
- Nick Barr – viola
- Mat Bartram – sessione di registrazione ottoni, flauto, archi
- Robin Baynton – ingegneria
- Benson – tastiera aggiuntiva, arrangiamenti al basso, al flauto e agli archi, programmazione
- Nigel Black – corno
- Rusty Bradshaw – pianoforte
- Ian Burdge – violoncello
- Gillon Cameron – violino
- Elise Campbell – corno
- Philip Cobb – tromba
- Dan Cox – ingegneria aggiuntiva
- Andy Crowley – tromba
- Eduardo de la Paz – assistenza al missaggio
- Markus Dravs – produzione, composizione
- Pip Eastop – corno
- Richard Edwards – trombone tenore
- James Hallawell – organo Hammond
- Sally Herbert – arrangiamenti al basso al flauto e agli archi, conduzione e direzione dell'orchestra
- Matt Ingram – batteria, percusisoni
- Sam Jacobs – corno
- Ted Jensen – masterizzazione
- Rick Koster – violino
- Oli Langford – violino
- Eliza Marshall – flauto contralto, flauto
- Oren Marshall – tuba
- Janelle Martin – seconda voce
- Nim Miller – seconda voce
- Everton Nelson – violino
- Daniel Newell – flicorno soprano, trombino, tromba
- Baby N'Sola – seconda voce
- Ronan Phelan – assistenza alla registrazione del basso, del flauto e degli archi
- Tom Rees-Roberts – tromba
- Jonathan Sagis – assistenza all'ingegneria
- Craig Silvey – missaggio
- Ed Tarrant – eufonio
- Bruce White – viola
- Andy Wood – eufonio, trombone

## Classifiche
| Classifica (2015) | Posizione massima |
| ----------------- | ----------------- |
| Belgio (Fiandre)  | 2                 |
| Belgio (Vallonia) | 39                |
| Regno Unito       | 133               |